# Les llums de setembre
Les Llums de Setembre (títol original en castellà: Las Luces de Septiembre, 1995) és una novel·la de misteri i de gènere fantàstic juvenil escrita per Carlos Ruiz Zafón entre 1994 i 1995 durant la seva estada a Hollywood. Aquesta obra pertany a la Trilogia de la Boira (títol original en castellà: Trilogía de la Niebla) escrita entre 1993 i 1995, i de la qual formen El Príncep de la Boira (El Príncipe de la Niebla, 1993) i El Palau de la Mitjanit (El Palacio de la Medianoche, 1994). El mateix novel·lista explica, a través d'una nota de l'autor de maig del 2007 en l'edició de Planeta de 2008-2016 de Les Llums de Setembre, que esmentada trilogia es un cicle d'històries amb trets similars, les quals intentaven il·lustrar el tipus de llibres que a ell li hagués agradat llegir durant la seva adolescència.
L'autor diu que va escriure Les Llums de Setembre amb la intenció de corregir alguns elements que li semblava que no havien acabat de cohesionar-se degudament en El príncep de la Boira. Explicita que aquesta obra és una novel·la de misteri que va destinada a lectors «[…] joves d'esperit i, amb sort, també d'anys». Tot i així, la recepció ha sigut discreta, a l'ombra dels seus llibres més llegits com la tetralogia El Cementeri dels llibres oblidats (títol original en castellà: El Cementerio de los Libros Olbidados).

## Argument
La història es desenvolupa en un petit poble de la costa de Normandia anomenat Badia Blava durant l'estiu de 1937. L'argument gira al voltant de la família Sauvelle que ha de mudar-se a l'esmentat poble degut a que Simone Sauvelle, la mare de la família recentment vídua, accepta una feina com a governanta a la mansió Cravenmoore. La família Sauvelle queda impressionada amb els luxes de la casa i amb el seu propietari, Lazarus Jann, inventor i fabricant de misterioses joguines i autòmats. Una vegada instal·lats a la Casa del Cap van conèixer a Hannah, cuinera i donzella de la mansió Cravenmoore, i a la resta d'habitants del poble. Aviat veurem com es desenvolupa una història d'amor entre Irene Sauvelle (filla de Simone) i el cosí de Hannah, Ismael, un jove pescador apassionat pel món de la navegació que li mostrarà a Irene els misteris del far abandonat de Badia Blava. No obstant això, la tranquil·la adaptació de la família Sauvelle a la vida al poble es veu amenaçada per una ombra rancuniosa que apareix per venjar-se de l'incompliment d'una promesa que Lazarus va fer en el passat a Daniel Hoffman, un fabricant de joguines.

## Personatges
En la història podem distingir tres grups de personatges ben diferenciats:

### Principals
- Irene Sauvelle: és la protagonista. És filla d'Armand i Simone Sauvelle i germana gran de Dorian. L'aventura que viu a Badia Blava i a Carevnmoore succeeix per la nova situació familiar precària (el pare mor deixant-los molts deutes econòmics) que obliga a la mare a buscar feina i la troba com a governanta a Cravenmoore. Té quasi 15 anys i és una noia bella de cabells rossos i ulls verds que crida l'atenció de molts adolescents del poble, però ella no sembla estar interessada en cap, a excepció d'Ismael, el cosí de Hannah, la seva primera amiga a Badía Blava. És molt responsable i forta, ja que als 13 i 14 anys, després de la mort del seu pare, va haver de posar-se a treballar a un saló de ball on guanyava algunes monedes per ballar amb joves soldats. És atrevida i somiadora. Es sacrificaria per la seva família. Les seves característiques correspondrien a les de la perfecta heroïna ideal.
- Ismael: és el cosí de Hannah (la primera amiga que fa Irene al poble i la cuinera i donzella de Cravenmoore). És un adolescent de disset anys de físic atractiu amb ulls grans i blaus. Les seves mans i braços estan marcades per cicatrius a causa del seu treball com a pescador. Té una cicatriu més pronunciada des del genoll fins al turmell. És de caràcter noble: valent i fidel, ja que posa en risc la seva vida per salvar la de Irene. Li apassiona la mar i embarcar-se amb el seu vaixell Kyaneos (terme del grec antic que significa cian). És el primer amor d'Irene amb qui representa el tàndem de la parella adolescent prototípica dels amors d'estiu: un amor jove i ràpid (en un o dos dies aproximadament ja es fan el primer petó), en el qual els amants viuen una aventura que enforteix tant la seva relació que quan ella se'n va del poble ell encara l'estima i sempre li escriu cartes esperant la seva resposta durant anys.
- Simone Sauvelle: és la mare d'Irene i de Dorian. El seu marit, Armand Sauvelle, va morir deixant-li a càrrec tota la responsabilitat familiar i un gran deute econòmic que va obligar-la tornar a treballar com a professora, fins que troba una feina com a governanta a la mansió Cravenmoore. Ella es qui inicia l'aventura que viuen ella i els seus fills, en especial Irene, la protagonista, ja que per Simone es muden a Badia Blava. Segueix el prototip de vídua trista que troba a faltar al seu difunt marit i es consola d'amagat, intentant que no ho sàpiguen els seus fills, tot i així Irene la veu plorar a vegades. Per ella el més important són els seus dos fills i treballa dur per poder mantenir-los i donar-los una vida de qualitat. Troba en Lazarus Jann, el fabricant de joguines i amo de Cravenmoore, una ànima similar amb la qual connecta i pensa que podria haver mantingut una relació amorosa amb ell si l'hagués conegut abans que el seu difunt marit.
- Lazarus Jann: és l'amo de la mansió de Cravenmoore. Fabrica joguines i autòmats que té per tota la casa i que semblen tenir vida pròpia. És l'espòs d'Alexandra Jann. És un home misteriós i amb un passat secret del qual no sabem res fins als capítols finals on li explica a Simone Sauvelle, per qui comença a sentir interès. És la via o medi pel qual s'introdueix als antagonistes: l'ombra i Daniel Hoffman, un fabricant de joguines amb qui va fer un pacte de fidelitat en el passat.

### Secundaris
- Alexandra Jann: és la dona de Lazarus Jann. El seu nom de soltera és Alexandra Alma Maltisse. Era l'hereva d'un imperi de forjadors, procedents de Lyon. Lazarus explica a la família Sauvelle que la seva dona portava 20 anys postrada al llit a causa d'una estranya malaltia incurable que va contraure durant el viatge que van fer junts a Centre-Europa.
- Armand Sauvelle: és el pare d'Irene i Dorian, i marit de Simone. No intervé en l'acció, però sabem que va morir per una greu malaltia a París quan Irene tenia 13 anys. Deixa en herència molts deutes econòmics a la seva família.
- Hannah Hupert: és la primera i millor amiga d'Irene a Badia Blava. Té 16 anys. És molt xerraire i alegre. El seu pare és pescador i la seva mare fornera. Treballa com a cuinera i criada a Cravenmoore, i sap tot o quasi tot sobre cadascun dels habitants del poble.
- Dorian Sauvelle: és el germà d'Irene. Té 10 anys. És curiós i aventurer, li agrada la cartografia.

Durant la historia, es van presentant tots aquests personatges i els seus trets, tant físics com psíquics, capítol a capítol. El narrador es omniscient, ho sap tot d'ells i pot endinsar-se a les seves interioritats, però no ho explicita directament al lector, sinó que ho mostra lenta i gradualment. Igual que una novel·la de misteri, segons el fil narratiu avança, els lectors descobreixen la personalitat dels personatges: a què tenen por, els seus gustos, els seus punts febles, les seves fortaleses, etc. Tenen aquesta aura misteriosa que els envolta i que el lector va il·luminant segons el narrador li va exponent. Sempre s'està descobrint alguna cosa nova dels personatges que impossibilita que el lector pugui preveure els pròxims moviments. No obstant, això només es limita a les característiques físiques i psicològiques, perquè, pel que fa a la història, el lector sap molt més que els personatges, ja que és informat a través de diversos descobriments particulars que aquests viuen i que no comuniquen entre ells, per exemple: en el capítol 2, quan Lazarus acomiada la família Sauvelle a la porta de Cravenmoore, Dorian va veure que, al mur que hi havia davant de la casa, l'única ombra que no es projectava era la de Lazarus Jann, però això només ho observa i ho sap Dorian; en el capítol 5, Irene troba el diari d'Alma Maltisse, en el qual es descrivien els atacs d'una ombra terrorífica, tot i així, el diari únicament el llegeix Irene i només ella és coneixedora d'aquests atacs, o en el capítol 7, en què Lazarus li explica a Dorian el significat de la paraula Doppelgänger (Lazarus li explica que es el moment en què una ombra, per la causa que sigui, es desenganxa del seu amo) i li relata una història relacionada, però aquest coneixement només el tenen Lazarus i Dorian. Lentament, el lector va adquirint tot un seguit de pistes que va unint molt abans que els protagonistes i que li donen informació sobre aquest monstre que els amenaça.
Els personatges tenen una funció molt important, en especial els masculins Daniel Hoffman i Lazarus Jann, i els femenins Alexandra Alma Maltisse i Simone Sauvelle. Les accions de Lazarus, són la causa de l'aparició de l'ombra, ja que quan era petit va acceptar un pacte de fidelitat amb Daniel Hoffmann. Però Lazarus trenca la seva promesa al enamorar-se d'Alexandra Alma Maltisse i entregar-li el seu cor en matrimoni. Com a càstig, la seva ombra apareix transformada en un monstre i comença a torturar-la fins que ella acaba ofegada al mar. Lazarus no podia suportar la mort de la seva esposa i la substitueix per un autòmat que ha estat postrat al seu llit durant 20 anys simulant que era la seva dona malalta. Anys més tard, l'ombra torna a sorgir amb l'aparició de Simone Sauvelle i la segresta amb la intenció de matar-la, perquè Lazarus començava a sentir-se atret per ella. Lazarus causa que l'ombra actuï i descarregui la seva ira cap a les persones que ell aprecia per castigar-lo amb la soledat i amb el sentiment de culpabilitat d'aquestes morts i tortures. Aquest es el preu d'haver trencat el seu pacte amb Daniel Hoffmann.
També es podria dir que els personatges femenins són els que susciten el conflicte que desencadena la tragèdia. Si elles no haguessin aparegut en la vida de Lazarus Jann la història seria totalment diferent: potser l'ombra mai hagués aparegut, perquè potser ell hagués mantingut la seva promesa. L'aparició de determinades dones com Alexandra Alma Maltisse i Simone Sauvelle, provoca que l'ombra aparegui i s'imposi. L'existència de l'ombra es manifesta a causa de l'existència d'aquestes dones que simbolitzen obstacles en el pacte de lleialtat entre Lazarus i Daniel Hoffmann. Elles determinen els successos de la novel·la i a més tenen un paper important en la resolució del misteri, ja que és gràcies a Simone que podem saber tota la historia del passat de Lazarus, perquè, en els últims capítols, l'ombra, transformada en Lazarus, li explica tota la veritat, i gràcies a Irene es salven a quasi tots els personatges –a excepció de Lazarus Jann– i podem saber qui és Alexandra Alma Maltisse i el seu tràgic passat. Per aquests personatges és possible l'existència d'aquesta novel·la i la seva concreta i determinada evolució de les accions i situacions que caracteritzen el relat.
Aquesta importància dels personatges femenins no és molt usual en les novel·les de gènere fantàstic, ja que en un principi les novel·les eren protagonitzades per homes, tret certament irònic pel fet que la primera novel·la moderna classificada en aquest gènere fou escrita per una dona: Frankenstein de Mary W. Shelley (1823), però, tot i així, ella també va decantar-se per un protagonista masculí. Això s'explica per les normes i jerarquies que ha caracteritzat la societat des de fa segles, en la qual, les dones estaven relegades a un paper social considerat de poca importància i això es reflectia en les novel·les de ciència-ficció. En aquestes obres no acostuma a haver moltes dones i si hi eren presents solien representar-les amb el rol de “dama en perill” que necessitava ser salvada i era l'objecte de desig del personatge masculí; com l'ésser meravellós i fantàstic que emergia en el “món real” (segons el que els personatges, l'autor i el lector entenen per “món real”), o s'etiquetava com un personatge de caràcter malvat, fred, independent, d'un atractiu eròtic i amb poder sobre una societat matriarcal, com una espècie de reina malvada a la que es considerava perillosa.
A partir de la segona meitat del segle xx, les dones comencen a tenir un paper més important per la trama, com a Dune, una novel·la americana de ciència-ficció que va escriure Frank Herbert al 1965, però en la qual les dones, la gran majoria, encara son un tant fredes i es personifiquen com a bruixes. Als anys 80 i 90 es quan els personatges femenins adquireixen rols quasi tant poderosos com els masculins, per exemple a pel·lícules de ciència-ficció com Terminator 2: el judici final (en castellà Terminator 2: el juicio final) de 1991 amb Sarah Connor, El cinquè element (en castellà El quinto elemento) de 1997 amb Leeloo o Matrix de 1999 amb Trinity. Durant el 2000 i 2010 fins a l'actualitat van sorgir obres en les quals les protagonistes eres dones i havien adquirit una importància i poder equivalent als homes, com Katnees Everdeen a La trilogia Els Jocs de la Fam (en castellà Los juegos del Hambre) de 2008, 2009 i 2010.
Les Llums de Setembre de Carlos Ruiz Zafón, es classificaria en el grup de novel·les en les quals les dones tenen la mateixa importància que els personatges masculins, ja que tenen un paper protagonista, sobretot Simone i Irene Sauvelle, en especial l'última pel fet que, abans que comenci el primer capítol, la novel·la inicia amb una carta que escriu Ismael dirigida a Irene i amb la que l'enllaça directament amb el títol del llibre («Querida Irene: Las luces de septiembre me enseñaron a recordar tus pasos desvaneciendose en la marea.»); en el primer capítol, el primer personatge que es menciona després de presentar la mort d'Armand Sauvelle es Irene i la relaciona amb la màgia («Quienes recuerdan la noche en que murió Armand Sauvelle juran que un destello púrpura atravesó la bóveda del cielo, […]; un destello que su hija Irene jamás pudo ver, pero que embrujaría sus sueños por muchos años.»), i finalitza el llibre amb una carta que escriu Irene com a resposta a Ismael explicant-li què havia estat de la seva vida en els anys que portaven separats («Querido Ismael: Ha pasado mucho tiempo desde la última vez que te escribí.»), és a dir, s'utilitza d'excusa al personatge d'Ismael per què Irene expliqui la continuació de la seva vida després del conflicte que van viure a Badia Blava. Irene és la protagonista, és qui inicia i clausura la historia i està present en quasi tota la trama, a excepció d'aquells episodis que se centren més en les situacions que viuen Simone Sauvelle, Dorian Sauvelle i Hannah Hupert. Irene inicia i clausura la historia i està present en quasi tota la trama, a excepció d'aquells episodis que se centren més en les situacions que viuen Simone Sauvelle, Dorian Sauvelle i Hannah Hupert.
Potser la dotació d'aquesta importància als personatges femenins es justifica amb la seva resposta a una entrevista publicada a la pàgina web Gentelman on diu que les dones llegeixen més que els homes (« ¿Qué es más admirable de redactar con brillantez: un eslogan publicitario, una carta de amor o la letra de una canción? Carlos Ruiz Zafón: "Escribir bien se aplica a cualquier campo y en cada género es diferente. Lo que admiro es el oficio, el talento y el ingenio en aplicarlos, sea donde sea. Las mujeres leen tres veces más que los varones".») i afegeix que es per una qüestió d'intel·ligència (« ¿Cuestión de sexo o de seso? Carlos Ruiz Zafón: "De seso, obviamente. Existe la tortilla, la pareja, la tormenta perfecta…"»). En una altra entrevista a La Vanguardia va mencionar que la primera en llegir les seus llibres es la seva muller, que pot esdevenir una raó important per què els personatges femenins destaquin en la trama («Antes de dárselos a su agente y a su editor, sólo una persona, su mujer, tiene acceso a sus textos. Carlos Ruiz Zafón: "Hace ya más de 20 años que Mari Carmen es mi primera y última lectora. Fermín y Carax saben que, en el fondo, los libros los escribo para ella. Es ella quien los hace posibles y quien les otorga significado."»).